# 중국의 지리

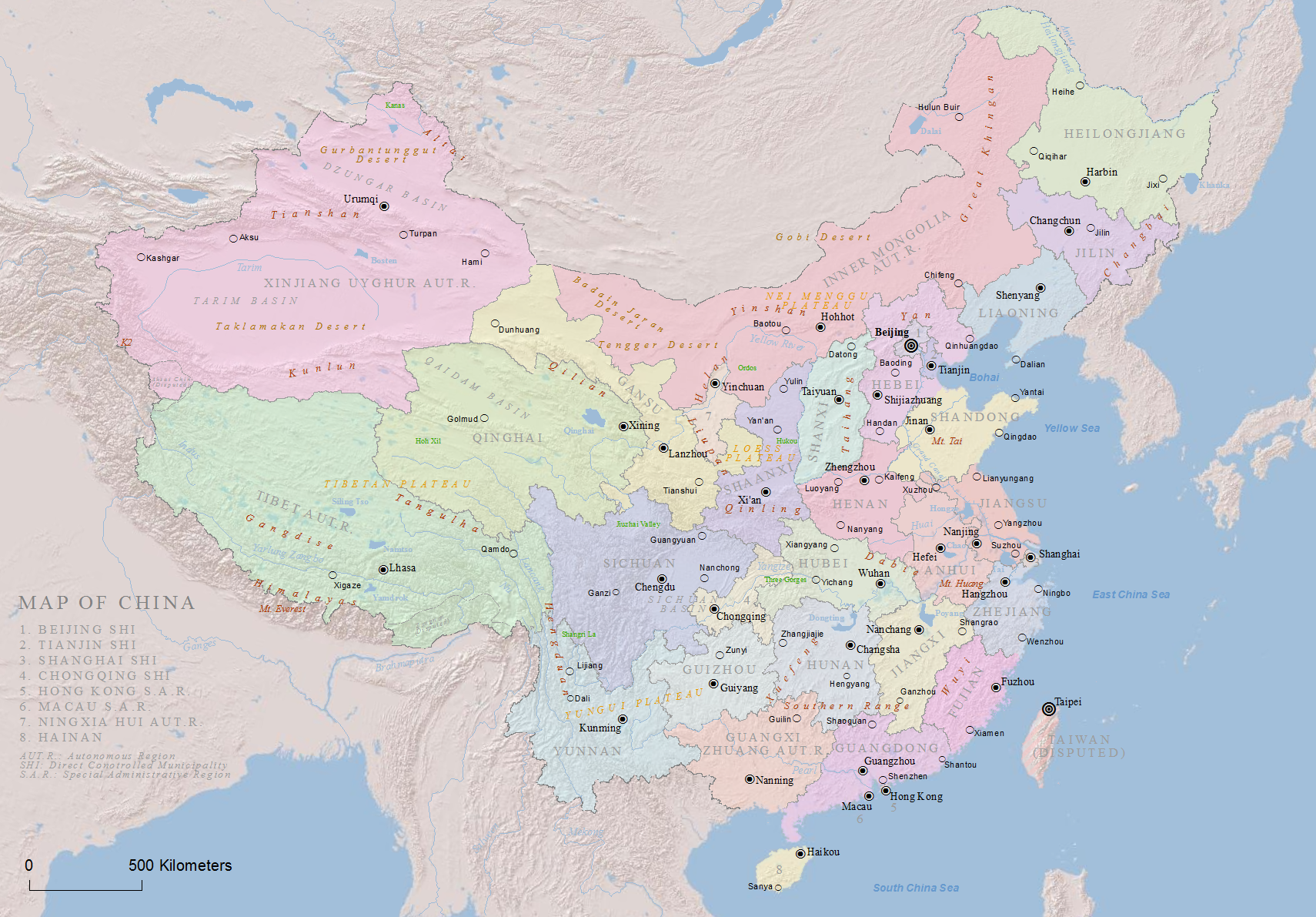

중화인민공화국은 지지학적 다양성이 큰 편이다. 이 국가의 동쪽 평야지대와 남쪽 해안은 비옥한 저지대와 작은 언덕으로 구성되어 있다. 중국 농업 생산량과 인구의 대부분을 차지한다
중화인민공화국의 면적은 대략 9,600,000km2이다. 특히 대만, 악사이친, 카라코람 회랑, 남티베트 등과의 국경 분쟁으로 인해 구체적인 육지 면적에는 논란의 여지가 있다. CIA의 월드 팩트북에 따르면 중화인민공화국의 면적은 9,596,960km2이다.

## 기후와 환경

### 기후
중국의 기온분포는 여름에는 남동쪽에서의 영향과 겨울에는 북동쪽에서의 영향이 강한 몬순 주기와 서쪽으로 갈수록 점점 높아지는 산악, 그리고 동부에 위치한 대륙적 위치에 따라서 크게 좌우된다. 1월 평균기온은 전체의 약 60%가 0ºC 이하이며 신장웨이우얼 자치구 서부와 중가리아분지 같은 곳은 -20ºC까지 내려간다. 여름에 남동부는 기온과 습도가 모두 높아서 7월 평균기온이 우한·창사·충칭·난징 같은 곳은 25ºC 이상 올라가며, 이 네도시는 모두 40ºC 이상을 기록하기도 한다. 이와 유사하게 서부의 건조한 분지에도 7월 평균기온은 높게 나타나는데 투루판은 47.6ºC까지 올라간 경우도 있다. 이는 해면하 155m에 위치하고 있기 때문이다. 
그에 비해 차이다무분지와 같은 한랭한 고위면 사막은 7월 평균기온이 5ºC에 불과하다.여름 강수량은 지역에 따라 상이한 영향을 가친다. 고위 산맥의 강설은 차고 건조한 겨울보다 여름에 많이 발생하고 주요 하천의 유입량을 늘리게 하여 덥고 습윤한 남동부에 홍수를 일으키기도 한다.중국은 크게 네 가지의 기후가 나타나는데, 첫째, 중국의 약 1/3은 삼림이 자연적으로 발생하는 식생인 습윤기후이다. 습윤기후는 크게 남부와 남동부 최말단의 열대 우림과 해안 도서의 몬순 삼림, 그리고 황허강 동쪽의 아열대인 하얼빈 종부의 한랭한 기온의 타이가가 이에 해당한다. 둘째, 습윤기후 아래에 위치한 삼림과 초원이 결합된 곳으로, 이곳은 중국 전체 면적의 약 14%를 차지한다. 이에 해당하는 곳으로는 헤이룽장성 북동부 평야의 삼림 스텝과 산시성, 간쑤성의 황투고원이 있다. 셋째, 반건조지역으로 분류되는 전체 면적의 20%를 차지하는 곳으로, 이곳은 초원과 스텝의 결합으로 이루어진 환경 점이지대다. 
이곳에 해당하는 곳은 산시성과 닝샤후이족 자치구의 북부인 오르도스와 네이멍구 자치구 일부의 스텝지역이다. 넷째, 전체 면적의 30%를 차지하는 건조지대다. 서반부의 광대한 지역은 독특한 건조사막 식생들의 결합으로 되어 있다. 오르도스 북단의 스텝 사막과 치렌 산맥 북부의 알라샨, 중가리아 분지, 타림분지의 온대 사막, 그리고 차이다무분지와 쿤룬산맥 북사면의 한랭한 사막, 쿤룬산맥 서부의 고산사막과 스켑사막, 티베트고원의 건조 고산 초원 등이 있다.연간 강우량 750㎜의 선(線)은 화이허강(淮河)과 친링선(秦嶺線)에 병행 수도(水稻)와 소맥지대를 갈라놓으며 250㎜의 선은 내몽골지방의 먼저우리(滿洲里)와 바오터우(包頭)에서 칭하이 고원에 이르는 선에 따라 농업구와 목축구를 갈라 놓고 있다. 내몽골 지방과 올도스, 타림, 중가리아 등 분지에는 사막이 있다.

### 환경
석탄 의존으로 인한 대기 오염(이산화 산림전용 미립자)은 처리되지 않은 폐기물로 인한 수질 오염 및 총 최대 일일 부하가 아닌 오염 물질 농도 기준의 사용과 함께 주요 문제이다. 특히 북부에서는 물 부족이 발생한다. 중국 동부는 산업 오염의 결과로 대기 중에 연기와 짙은 안개를 자주 경험한다. 1949년 이후 토양 침식과 경제 개발로 인해 농경지의 약 1/5이 손실된 것으로 추정되는 심각한 산림전용이 사막화로 인해 발생하고 있다.
중국은 남극-환경 의정서, 남극조약, 생물다양성협약, 기후변화조약, 유엔사막화퇴치협약, 멸종위기종조약, 유해폐기물조약, 해양법, 1983년과 1994년의 국제열대 목재협정, 포경규제협약, 해양투기, 오존층보호, 선박오염, 습지보호에 관한 협약 등의 당사국이다. 중국은 교토의정서(인도와 마찬가지로 협정에 따라 탄소배출을 감축할 것을 요구하지는 않지만)와 핵실험금지조약에 서명했다.

## 같이 보기
- 중국의 호수 목록
- 화베이 평원
- 홍콩의 지리
- 마카오의 지리